# Scottish Cup (pallacanestro)
Scottish Cup (in italiano "Coppa di Scozia") o Scottish Basketball Cup è una competizione di pallacanestro per club del campionato scozzese e leghe regionali.

## Storia
Insieme alla Lothian Basketball League, la Basketball Scottish Cup fu il precursore e l'antesignano del campionato scozzese di pallacanestro.
La prima competizione fu organizzata nel 1947 annunciata nell'edizione del 3 giugno dal giornale The Scotsman; ad assegnare il trofeo fu il Kemsley Newspapers. Il basket in Scozia crebbe sotto l'influenza sia degli istituti scolastici (licei ed università) che dei giocatori provenienti dalle basi militari americane di stanza in Scozia. Negli anni sessanta e settanta la squadra vincitrice rappresentava il Regno Unito nella competizione europea della Coppa delle Coppe.
I pluri vincitori della coppa appartengono prevalentemente all'area di Edimburgo e sono i Midlothian Bulls (denominati anche Murray Edinburgh o MIM Edinburgh, MIM Livingston, Livingston Bulls con 15 titoli), Boroughmuir (dieci vittorie) ed Edinburgh Kings (sette vittorie) e l'Università di Edimburgo con cinque vittorie.
Lontano da Edimburgo ricordiamo Falkirk vincitrice con due squadre diverse (Falkirk sponsorizzata Team Solripe e i Fury), Paisley anch'essa con due formazioni (Paisley BC e i Paisley St. Mirren) e Glasgow con i Glasgow Maryhill, Pearce Institute, Glasgow Elite e i Glasgow Brightsiders/Sports Division.
La squadra "straniera" dei Kirknewton Comets, formata dai militari americani della base RAF a pochi chilometri da Edimburgo, vinsero ripetutamente la coppa ed insieme all'altre formazioni militari degli Edzell Enforcers (a metà strada tra Dundee ed Aberdeen) e Dunoon Simon Lake "Lakers" (ad ovest sul River Clyde) diffusero la pratica della pallacanestro in Scozia fin dagli anni cinquanta del secolo scorso.
Attualmente la formula della Scottish Cup Basketball prevede la partecipazione delle formazioni della lega maggiore e di quelle minori o regionali: la Grampian Basketball League, Lothian Basketball Association e Basketball Tayside & Fife League.

## Albo d'oro[3][4]
| anno    | campione                        | risultato                  | finalista                    | luogo                                              | ref                                     | semifinali                                                 |
| ------- | ------------------------------- | -------------------------- | ---------------------------- | -------------------------------------------------- | --------------------------------------- | ---------------------------------------------------------- |
| 1946-47 | Edinburgh Pleasance (1°)        | 34-15                      | Aberdeen University          | Kelvin Hall Glasgow                                | [ 5 ]                                   |                                                            |
| 1946-47 | Edinburgh Pleasance (1°)        | 34-15                      | Aberdeen University          | Kelvin Hall Glasgow                                | [ 5 ]                                   |                                                            |
| 1947-48 | Edinburgh Pleasance (2°)        |                            | Jordanhill College           | Ross Bandstand in Princes Street Gardens Edimburgo | [ 6 ]                                   |                                                            |
| 1947-48 | Edinburgh Pleasance (2°)        |                            | Jordanhill College           | Ross Bandstand in Princes Street Gardens Edimburgo | [ 6 ]                                   |                                                            |
| 1948-49 | Edinburgh University (1°)       | 37-26                      | Glasgow Maryhill Boys Club   | Kelvin Hall Glasgow                                | [ 5 ]                                   |                                                            |
| 1948-49 | Edinburgh University (1°)       | 37-26                      | Glasgow Maryhill Boys Club   | Kelvin Hall Glasgow                                | [ 5 ]                                   |                                                            |
| 1949-50 | Edinburgh University (2°)       |                            | Glasgow Maryhill Boys Club   | Dalmeny Street Edimburgo                           | [ 5 ]                                   |                                                            |
| 1949-50 | Edinburgh University (2°)       |                            | Glasgow Maryhill Boys Club   | Dalmeny Street Edimburgo                           | [ 5 ]                                   |                                                            |
| 1950-51 | Glasgow Maryhill Boys Club (1°) | 31-22                      | Edinburgh Pleasance          | Princes Street Drill Hall Glasgow                  | [ 7 ]                                   | Glasgow Maryhill Boys Club (West of Scotland Champion)     |
| 1950-51 | Glasgow Maryhill Boys Club (1°) | 31-22                      | Edinburgh Pleasance          | Princes Street Drill Hall Glasgow                  | [ 7 ]                                   | Edinburgh Pleasance (East of Scotland Champion)            |
| 1951-52 | Glasgow Maryhill Boys Club (2°) | 40-24                      | Edinburgh Pleasance          | Ayr Ice Rink Ayr                                   | [ 5 ] [ 8 ]                             | Glasgow Maryhill Boys Club ? Vs ?                          |
| 1951-52 | Glasgow Maryhill Boys Club (2°) | 40-24                      | Edinburgh Pleasance          | Ayr Ice Rink Ayr                                   | [ 5 ] [ 8 ]                             | Edinburgh Pleasance ? Vs ?                                 |
| 1952-53 | USN Kirknewton Comets (1°)      | 55-30                      | Glasgow Outram Press         | Edinburgh Fruit Market Edimburgo                   | [ 9 ] [ 10 ]                            | USN Kirknewton Comets ? Vs ?                               |
| 1952-53 | USN Kirknewton Comets (1°)      | 55-30                      | Glasgow Outram Press         | Edinburgh Fruit Market Edimburgo                   | [ 9 ] [ 10 ]                            | Glasgow Outram Press ? Vs ?                                |
| 1953-54 | USN Kirknewton Comets (2°)      | 58-57                      | Glasgow Outram Press         | Princes Street Drill Hall Glasgow                  | [ 11 ]                                  | USN Kirknewton Comets Vs ?                                 |
| 1953-54 | USN Kirknewton Comets (2°)      | 58-57                      | Glasgow Outram Press         | Princes Street Drill Hall Glasgow                  | [ 11 ]                                  | Glasgow Outram Press 62-37 Edinburgh Pleasance             |
| 1954-55 | Glasgow Kings Park AAC (1°)     |                            | Heriot's FP Edinburgh        | Princes Street Drill Hall Glasgow                  | [ 12 ]                                  | Glasgow Kings Park AAC Vs ?                                |
| 1954-55 | Glasgow Kings Park AAC (1°)     | Heriot's FP Edinburgh Vs ? | Heriot's FP Edinburgh        | Princes Street Drill Hall Glasgow                  | [ 12 ]                                  |                                                            |
| 1955-56 | Glasgow Elite (1°)              | -                          | Edinburgh Hornets (ritirata) | US Air Force Base Kirknewton                       | [ 13 ]                                  | Glasgow Elite Vs Glasgow Outram Press                      |
| 1955-56 | Glasgow Elite (1°)              | -                          | Edinburgh Hornets (ritirata) | US Air Force Base Kirknewton                       | [ 13 ]                                  | Edinburgh Hornets 33-31 Edinburgh PO Nomads                |
| 1956-57 | Glasgow Elite (2°)              | 37-32                      | Edinburgh Hornets            | Kelvin Hall Glasgow                                | [ 14 ]                                  | Glasgow Elite Vs ?                                         |
| 1956-57 | Glasgow Elite (2°)              | 37-32                      | Edinburgh Hornets            | Kelvin Hall Glasgow                                | [ 14 ]                                  | Edinburgh Hornets 30-27 Glasgow Outram Press               |
| 1957-58 | Edinburgh Hornets (1°)          | 76-31                      | Phoenix Glasgow              | Pleasance Gymnasium Edimburgo                      | [ 15 ] [ 16 ]                           | Edinburgh Hornets Vs USAF Prestwick Tartans                |
| 1957-58 | Edinburgh Hornets (1°)          | 76-31                      | Phoenix Glasgow              | Pleasance Gymnasium Edimburgo                      | [ 15 ] [ 16 ]                           | Phoenix Glasgow 49-44 Edinburgh Atomos                     |
| 1958-59 | Glasgow Elite (3°)              | 58-55 (dts)                | Edinburgh University         | Inverclyde Nat Rec Centre Largs                    | [ 17 ] [ 18 ]                           | Glasgow Elite Vs Glasgow Outram Press                      |
| 1958-59 | Glasgow Elite (3°)              | 58-55 (dts)                | Edinburgh University         | Inverclyde Nat Rec Centre Largs                    | [ 17 ] [ 18 ]                           | Edinburgh University Vs Edinburgh Hornets                  |
| 1959-60 | Edinburgh University (3°)       | 67-60                      | Glasgow Elite                | US Air Force Base Kirknewton                       | [ 19 ]                                  | Edinburgh University 45-33 Maryhill Glasgow                |
| 1959-60 | Edinburgh University (3°)       | 67-60                      | Glasgow Elite                | US Air Force Base Kirknewton                       | [ 19 ]                                  | Glasgow Elite 53-33 Glasgow Outram Press                   |
| 1960-61 | Glasgow Elite (4°)              | 62-45                      | Edinburgh Hornets            |                                                    | [ 20 ]                                  | Glasgow Elite 85-29 Edinburgh University                   |
| 1960-61 | Glasgow Elite (4°)              | 62-45                      | Edinburgh Hornets            | Edinburgh Hornets Vs ?                             | [ 20 ]                                  |                                                            |
| 1961-62 | USN Kirknewton Comets (3°)      | 69-46                      | Edinburgh Hornets            | Pleasance Gymnasium Edimburgo                      | [ 21 ]                                  | USN Kirknewton Comets Vs Edinburgh Pleasance               |
| 1961-62 | USN Kirknewton Comets (3°)      | 69-46                      | Edinburgh Hornets            | Pleasance Gymnasium Edimburgo                      | [ 21 ]                                  | Edinburgh Hornets 50-33 N.C.R. Dundee                      |
| 1962-63 | USN Kirknewton Comets (4°)      | 92-42                      | Jordanhill College           | Pleasance Gymnasium Edimburgo                      | [ 22 ]                                  | USN Kirknewton Comets 90-88 (dts) Pearce Institute Glasgow |
| 1962-63 | USN Kirknewton Comets (4°)      | 92-42                      | Jordanhill College           | Pleasance Gymnasium Edimburgo                      | [ 22 ]                                  | Jordanhill College Vs ?                                    |
| 1963-64 | Pearce Institute Glasgow (1°)   | 60-43                      | Heriot's FP Edinburgh        | Pleasance Gymnasium Edimburgo                      | [ 23 ]                                  | Pearce Institute Glasgow 47-43 Edinburgh Hornets           |
| 1963-64 | Pearce Institute Glasgow (1°)   | 60-43                      | Heriot's FP Edinburgh        | Pleasance Gymnasium Edimburgo                      | [ 23 ]                                  | Heriot's FP Edinburgh 55-40 N.C.R. Dundee National         |
| 1964-65 | Edinburgh University (4°)       | 68-66                      | Pearce Institute Glasgow     | Portobello High School Edimburgo                   | [ 24 ] [ 25 ]                           | Edinburgh University Vs ?                                  |
| 1964-65 | Edinburgh University (4°)       | 68-66                      | Pearce Institute Glasgow     | Portobello High School Edimburgo                   | [ 24 ] [ 25 ]                           | Pearce Institute Glasgow Vs Jordanhill College             |
| 1965-66 | Boroughmuir (1°)                | 51-42                      | Edinburgh University         | Portobello High School Edimburgo                   | [ 26 ] [ 27 ]                           | Boroughmuir Vs St Michael's Dundee                         |
| 1965-66 | Boroughmuir (1°)                | 51-42                      | Edinburgh University         | Portobello High School Edimburgo                   | [ 26 ] [ 27 ]                           | Edinburgh University Vs Pentland Redford                   |
| 1966-67 | USN Edzell Enforcers (1°)       | 104-85                     | Edinburgh University         | Police College Tulliallan                          | [ 28 ]                                  | USN Edzell Enforcers Vs ?                                  |
| 1966-67 | USN Edzell Enforcers (1°)       | 104-85                     | Edinburgh University         | Police College Tulliallan                          | [ 28 ]                                  | Edinburgh University Vs Aberdeen Post Office Eagles        |
| 1967-68 | Boroughmuir (2°)                | 90-87                      | USN Lakers                   | The Hub CEC Clydebank                              | [ 5 ] [ 29 ]                            | Boroughmuir Vs ?                                           |
| 1967-68 | Boroughmuir (2°)                | 90-87                      | USN Lakers                   | The Hub CEC Clydebank                              | [ 5 ] [ 29 ]                            | USN Lakers Vs ?                                            |
| 1968-69 | Boroughmuir (3°)                | 86-61                      | Heriot's FP Edinburgh        | Telford College Edimburgo                          | [ 5 ] [ 30 ]                            | Boroughmuir Vs ?                                           |
| 1968-69 | Boroughmuir (3°)                | 86-61                      | Heriot's FP Edinburgh        | Telford College Edimburgo                          | [ 5 ] [ 30 ]                            | Heriot's FP Edinburgh 65-51 Pentland Redford               |
| 1969-70 | Boroughmuir (4°)                | 78-74                      | Edinburgh Hornets            | Telford College Edimburgo                          | [ 5 ] [ 31 ]                            | Boroughmuir 97-48 Jordanhill College                       |
| 1969-70 | Boroughmuir (4°)                | 78-74                      | Edinburgh Hornets            | Telford College Edimburgo                          | [ 5 ] [ 31 ]                            | Edinburgh Hornets 104-67 Leith Polonia Edinburgh           |
| 1970-71 | Boroughmuir (5°)                | 78-73                      | Edinburgh Hornets            | Meadowbank Sports Centre Edimburgo                 | [ 5 ] [ 32 ]                            | Boroughmuir 93-44 Dalkeith Saints                          |
| 1970-71 | Boroughmuir (5°)                | 78-73                      | Edinburgh Hornets            | Meadowbank Sports Centre Edimburgo                 | [ 5 ] [ 32 ]                            | Edinburgh Hornets 70-66 Edinburgh University               |
| 1971-72 | Boroughmuir (6°)                | 85-84                      | USN Edzell Enforcers         | Meadowbank Sports Centre Edimburgo                 | [ 5 ]                                   | Boroughmuir Vs ?                                           |
| 1971-72 | Boroughmuir (6°)                | 85-84                      | USN Edzell Enforcers         | Meadowbank Sports Centre Edimburgo                 | [ 5 ]                                   | USN Edzell Enforcers Vs ?                                  |
| 1972-73 | Boroughmuir (7°)                | 82-78                      | Paisley                      | Meadowbank Sports Centre Edimburgo                 | [ 5 ] [ 33 ]                            | Boroughmuir 104-86 USN Edzell Enforcers                    |
| 1972-73 | Boroughmuir (7°)                | 82-78                      | Paisley                      | Meadowbank Sports Centre Edimburgo                 | [ 5 ] [ 33 ]                            | Paisley 75-71 Dalkeith Saints                              |
| 1973-74 | Boroughmuir (8°)                | 88-50                      | Pentland Redford             | Meadowbank Sports Centre Edimburgo                 | [ 5 ] [ 34 ]                            | Boroughmuir 81-70 Dalkeith Saints                          |
| 1973-74 | Boroughmuir (8°)                | 88-50                      | Pentland Redford             | Meadowbank Sports Centre Edimburgo                 | [ 5 ] [ 34 ]                            | Pentland Redford 77-60 USN Edzell Enforcers                |
| 1974-75 | Boroughmuir (9°)                | 98-88                      | Dalkeith Saints              | Meadowbank Sports Centre Edimburgo                 | [ 5 ] [ 35 ]                            | Boroughmuir Vs ?                                           |
| 1974-75 | Boroughmuir (9°)                | 98-88                      | Dalkeith Saints              | Meadowbank Sports Centre Edimburgo                 | [ 5 ] [ 35 ]                            | Dalkeith Saints 75-71 Pentland Redford                     |
| 1975-76 | Boroughmuir (10°)               | 66-63                      | TSB Cavalry Park Edinburgh   | Meadowbank Sports Centre Edimburgo                 | [ 5 ] [ 36 ]                            | Boroughmuir Vs ?                                           |
| 1975-76 | Boroughmuir (10°)               | 66-63                      | TSB Cavalry Park Edinburgh   | Meadowbank Sports Centre Edimburgo                 | [ 5 ] [ 36 ]                            | TSB Cavalry Park Edinburgh 63-56 Paisley                   |
| 1976-77 | Paisley (1°)                    | 82-80                      | Boroughmuir                  | Meadowbank Sports Centre Edimburgo                 | [ 5 ] [ 37 ]                            | Paisley 96-83 TSB Cavalry Park Edinburgh                   |
| 1976-77 | Paisley (1°)                    | 82-80                      | Boroughmuir                  | Meadowbank Sports Centre Edimburgo                 | [ 5 ] [ 37 ]                            | Boroughmuir 107-53 Jordanhill College                      |
| 1977-78 | Paisley (2°)                    | 74-70                      | Boroughmuir                  | Meadowbank Sports Centre Edimburgo                 | [ 5 ] [ 38 ]                            | Paisley Vs ?                                               |
| 1977-78 | Paisley (2°)                    | 74-70                      | Boroughmuir                  | Meadowbank Sports Centre Edimburgo                 | [ 5 ] [ 38 ]                            | Boroughmuir Vs ?                                           |
| 1978-79 | Murray Edinburgh (1°)           | 83-76                      | Dalkeith Saints              | Meadowbank Sports Centre Edimburgo                 | [ 5 ] [ 39 ]                            | Murray Edinburgh 76-75 Boroughmuir                         |
| 1978-79 | Murray Edinburgh (1°)           | 83-76                      | Dalkeith Saints              | Meadowbank Sports Centre Edimburgo                 | [ 5 ] [ 39 ]                            | Dalkeith Saints 81-59 TSB Cavalry Park Edinburgh           |
| 1979-80 | Murray Edinburgh (2°)           | 96-95                      | Dalkeith Saints              | Meadowbank Sports Centre Edimburgo                 | [ 5 ] [ 40 ]                            | Murray Edinburgh Vs ?                                      |
| 1979-80 | Murray Edinburgh (2°)           | 96-95                      | Dalkeith Saints              | Meadowbank Sports Centre Edimburgo                 | [ 5 ] [ 40 ]                            | Dalkeith Saints Vs ?                                       |
| 1980-81 | Murray Edinburgh (3°)           | 98-78                      | Boroughmuir                  | Meadowbank Sports Centre Edimburgo                 | [ 5 ] [ 41 ]                            | Murray Edinburgh 105-48 Paisley                            |
| 1980-81 | Murray Edinburgh (3°)           | 98-78                      | Boroughmuir                  | Meadowbank Sports Centre Edimburgo                 | [ 5 ] [ 41 ]                            | Boroughmuir 82-73 Dalkeith Saints                          |
| 1981-82 | Murray Edinburgh (4°)           | 69-48                      | Boroughmuir                  | Meadowbank Sports Centre Edimburgo                 | [ 42 ] [ 43 ]                           | Murray Edinburgh 96-80 Cumnock Curries                     |
| 1981-82 | Murray Edinburgh (4°)           | 69-48                      | Boroughmuir                  | Meadowbank Sports Centre Edimburgo                 | [ 42 ] [ 43 ]                           | Boroughmuir 71-66 Edinburgh Buster Browns                  |
| 1982-83 | Murray Edinburgh (5°)           | 83-63                      | Falkirk                      | Coasters Arena Falkirk                             | [ 44 ]                                  | Murray Edinburgh Vs Boroughmuir                            |
| 1982-83 | Murray Edinburgh (5°)           | 83-63                      | Falkirk                      | Coasters Arena Falkirk                             | [ 44 ]                                  | Falkirk Vs Dalkeith Saints                                 |
| 1983-84 | Falkirk (1°)                    | 86-71                      | Murray Edinburgh             | Coasters Arena Falkirk                             | [ 5 ] [ 9 ] [ 45 ]                      | Falkirk 101-68 Dalkeith Saints                             |
| 1983-84 | Falkirk (1°)                    | 86-71                      | Murray Edinburgh             | Coasters Arena Falkirk                             | [ 5 ] [ 9 ] [ 45 ]                      | Murray Edinburgh 97-72 Boroughmuir                         |
| 1984-85 | Falkirk (2°)                    | 77-70                      | Murray Edinburgh             | Coasters Arena Falkirk                             | [ 5 ] [ 46 ]                            | Falkirk Vs ?                                               |
| 1984-85 | Falkirk (2°)                    | 77-70                      | Murray Edinburgh             | Coasters Arena Falkirk                             | [ 5 ] [ 46 ]                            | Murray Edinburgh Vs ?                                      |
| 1985-86 | Murray Edinburgh (6°)           | 133-80                     | Falkirk                      | Coasters Arena Falkirk                             | [ 5 ] [ 9 ] [ 47 ]                      | Murray Edinburgh 111-92 Perth BC                           |
| 1985-86 | Murray Edinburgh (6°)           | 133-80                     | Falkirk                      | Coasters Arena Falkirk                             | [ 5 ] [ 9 ] [ 47 ]                      | Falkirk 92-73 Boroughmuir                                  |
| 1986-87 | M. Livingston (7°)              | 106-83                     | Paisley                      | Coasters Arena Falkirk                             | [ 5 ] [ 48 ]                            | M. Livingston 148-57 Magnum Irvine                         |
| 1986-87 | M. Livingston (7°)              | 106-83                     | Paisley                      | Coasters Arena Falkirk                             | [ 5 ] [ 48 ]                            | Paisley 75-73 Falkirk                                      |
| 1987-88 | Cumnock Curries (1°)            | 63-56                      | Paisley                      | Kelvin Hall Glasgow                                | [ 49 ]                                  | Cumnock Curries 83-64 M. Livingston                        |
| 1987-88 | Cumnock Curries (1°)            | 63-56                      | Paisley                      | Kelvin Hall Glasgow                                | [ 49 ]                                  | Paisley 74-60 Boroughmuir                                  |
| 1988-89 | M. Livingston (8°)              | 75-73                      | Cumnock Curries              | Meadowbank Sports Centre Edimburgo                 | [ 5 ] [ 50 ]                            | M. Livingston Vs ?                                         |
| 1988-89 | M. Livingston (8°)              | 75-73                      | Cumnock Curries              | Meadowbank Sports Centre Edimburgo                 | [ 5 ] [ 50 ]                            | Cumnock Curries Vs ?                                       |
| 1989-90 | M. Livingston (9°)              | 85-56                      | Cumnock Curries              | Kelvin Hall Glasgow                                | [ 5 ] [ 51 ]                            | M. Livingston 87-85 ??-?? City of Edinburgh                |
| 1989-90 | M. Livingston (9°)              | 85-56                      | Cumnock Curries              | Kelvin Hall Glasgow                                | [ 5 ] [ 51 ]                            | Cumnock Curries 77-66 83-63 Paisley                        |
| 1990-91 | M. Livingston (10°)             | 86-61                      | City of Edinburgh            | Meadowbank Sports Centre Edimburgo                 | [ 5 ]                                   | M. Livingston Vs ?                                         |
| 1990-91 | M. Livingston (10°)             | 86-61                      | City of Edinburgh            | Meadowbank Sports Centre Edimburgo                 | [ 5 ]                                   | City of Edinburgh Vs ?                                     |
| 1991-92 | Livingston Bulls (11°)          | 93-65                      | City of Edinburgh            | Meadowbank Sports Centre Edimburgo                 | [ 5 ] [ 52 ] [ 53 ]                     | Livingston Bulls Vs Cumnock Curries                        |
| 1991-92 | Livingston Bulls (11°)          | 93-65                      | City of Edinburgh            | Meadowbank Sports Centre Edimburgo                 | [ 5 ] [ 52 ] [ 53 ]                     | City of Edinburgh Vs Dalkeith Saints                       |
| 1992-93 | Livingston Bulls (12°)          | 89-61                      | City of Edinburgh            | Meadowbank Sports Centre Edimburgo                 | [ 5 ] [ 54 ] [ 55 ]                     | Livingston Bulls 77-60 Paisley                             |
| 1992-93 | Livingston Bulls (12°)          | 89-61                      | City of Edinburgh            | Meadowbank Sports Centre Edimburgo                 | [ 5 ] [ 54 ] [ 55 ]                     | City of Edinburgh 64-53 Glasgow Bruins                     |
| 1993-94 | Livingston Bulls (13°)          | 76-62                      | Glasgow Brightsiders         | Meadowbank Sports Centre Edimburgo                 | [ 56 ]                                  | Livingston Bulls Vs ?                                      |
| 1993-94 | Livingston Bulls (13°)          | 76-62                      | Glasgow Brightsiders         | Meadowbank Sports Centre Edimburgo                 | [ 56 ]                                  | Glasgow Brightsiders Vs City of Edinburgh                  |
| 1994-95 | Livingston Bulls (14°)          | 74-61                      | Glasgow Brightsiders         | Meadowbank Sports Centre Edimburgo                 | [ 5 ] [ 57 ]                            | Livingston Bulls Vs Paisley                                |
| 1994-95 | Livingston Bulls (14°)          | 74-61                      | Glasgow Brightsiders         | Meadowbank Sports Centre Edimburgo                 | [ 5 ] [ 57 ]                            | Glasgow Brightsiders Vs City of Edinburgh                  |
| 1995-96 | Livingston Bulls (15°)          | 73-59                      | Glasgow Brightsiders         | Meadowbank Sports Centre Edimburgo                 | [ 58 ] [ 59 ]                           | Livingston Bulls 107-64 Paisley                            |
| 1995-96 | Livingston Bulls (15°)          | 73-59                      | Glasgow Brightsiders         | Meadowbank Sports Centre Edimburgo                 | [ 58 ] [ 59 ]                           | Glasgow City SD 77-72 City of Edinburgh                    |
| 1996-97 | Glasgow City SD (1°)            | 77-60                      | City of Edinburgh            | Meadowbank Sports Centre Edimburgo                 | [ 60 ] [ 61 ]                           | Glasgow City SD 69-61 Midlothian Bulls                     |
| 1996-97 | Glasgow City SD (1°)            | 77-60                      | City of Edinburgh            | Meadowbank Sports Centre Edimburgo                 | [ 60 ] [ 61 ]                           | City of Edinburgh 86-67 Paisley                            |
| 1997-98 | Midlothian Bulls (16°)          | 76-71                      | Glasgow City SD              | Meadowbank Sports Centre Edimburgo                 | [ 62 ]                                  | Midlothian Bulls 51-46 City of Edinburgh                   |
| 1997-98 | Midlothian Bulls (16°)          | 76-71                      | Glasgow City SD              | Meadowbank Sports Centre Edimburgo                 | [ 62 ]                                  | Glasgow City SD Vs Falkirk Fury                            |
| 1998-99 | Paisley St. Mirren (1°)         | 70-62                      | Edinburgh Kings              | Kelvin Hall Glasgow                                | [ 63 ]                                  | Paisley St. Mirren Vs Glasgow City SD                      |
| 1998-99 | Paisley St. Mirren (1°)         | 70-62                      | Edinburgh Kings              | Kelvin Hall Glasgow                                | [ 63 ]                                  | Edinburgh Kings 66-64 (dts) Midlothian Bulls               |
| 1999-00 | Glasgow City SD (2°)            | 74-70                      | Edinburgh Kings              | Kelvin Hall Glasgow                                | [ 64 ]                                  | Glasgow City SD 64-50 Falkirk Fury                         |
| 1999-00 | Glasgow City SD (2°)            | 74-70                      | Edinburgh Kings              | Kelvin Hall Glasgow                                | [ 64 ]                                  | Edinburgh Kings 78-60 Paisley St. Mirren                   |
| 2000-01 | Edinburgh Kings (1°)            | 64-63                      | Troon Tornadoes              | Kelvin Hall Glasgow                                | [ 65 ] [ 66 ]                           | Edinburgh Kings 77-69 Midlothian Bulls                     |
| 2000-01 | Edinburgh Kings (1°)            | 64-63                      | Troon Tornadoes              | Kelvin Hall Glasgow                                | [ 65 ] [ 66 ]                           | Troon Tornadoes 84-64 Glasgow City SD                      |
| 2001-02 | Paisley St. Mirren (2°)         | 85-77                      | Edinburgh Kings              | Meadowbank Sports Centre Edimburgo                 | [ 67 ] [ 68 ] [ 69 ]                    | Paisley St. Mirren 71-49 Glasgow City SD                   |
| 2001-02 | Paisley St. Mirren (2°)         | 85-77                      | Edinburgh Kings              | Meadowbank Sports Centre Edimburgo                 | [ 67 ] [ 68 ] [ 69 ]                    | Edinburgh Kings 75-67 Troon Tornadoes                      |
| 2002-03 | Troon Tornadoes (1°)            | 73-69                      | Edinburgh Kings              | Kelvin Hall Glasgow                                | [ 70 ]                                  | Troon Tornadoes 93-60 Paisley St. Mirren                   |
| 2002-03 | Troon Tornadoes (1°)            | 73-69                      | Edinburgh Kings              | Kelvin Hall Glasgow                                | [ 70 ]                                  | Edinburgh Kings 88-74 Falkirk Fury                         |
| 2003-04 | Edinburgh Kings (2°)            | 82-73                      | Falkirk Fury                 | Meadowbank Sports Centre Edimburgo                 | [ 71 ]                                  | Edinburgh Kings 75-56 Paisley St. Mirren                   |
| 2003-04 | Edinburgh Kings (2°)            | 82-73                      | Falkirk Fury                 | Meadowbank Sports Centre Edimburgo                 | [ 71 ]                                  | Falkirk Fury 76-63 Troon Tornadoes                         |
| 2004-05 | Troon Tornadoes (2°)            | 80-63                      | Edinburgh Kings              | Meadowbank Sports Centre Edimburgo                 | [ 72 ]                                  | Troon Tornadoes 78-68 Falkirk Fury                         |
| 2004-05 | Troon Tornadoes (2°)            | 80-63                      | Edinburgh Kings              | Meadowbank Sports Centre Edimburgo                 | [ 72 ]                                  | Edinburgh Kings Vs E.L. Peregrines                         |
| 2005-06 | Troon Tornadoes (3°)            | 79-65                      | Edinburgh Kings              | Meadowbank Sports Centre Edimburgo                 | [ 73 ] [ 74 ]                           | Troon Tornadoes 95-82 Boroughmuir Blaze                    |
| 2005-06 | Troon Tornadoes (3°)            | 79-65                      | Edinburgh Kings              | Meadowbank Sports Centre Edimburgo                 | [ 73 ] [ 74 ]                           | Edinburgh Kings 78-66 Falkirk Fury                         |
| 2006-07 | Edinburgh Kings (3°)            | 74-70                      | Falkirk Fury                 | Kelvin Hall Glasgow                                | [ 65 ] [ 75 ] [ 76 ]                    | Edinburgh Kings 91-50 Boroughmuir Blaze                    |
| 2006-07 | Edinburgh Kings (3°)            | 74-70                      | Falkirk Fury                 | Kelvin Hall Glasgow                                | [ 65 ] [ 75 ] [ 76 ]                    | Falkirk Fury 87-72 Troon Tornadoes                         |
| 2007-08 | Edinburgh Kings (4°)            | 79-60                      | Troon Tornadoes              | Pleasance Sports Hall Edimburgo                    | [ 65 ] [ 77 ]                           | Edinburgh Kings 85-63 Paisley St. Mirren                   |
| 2007-08 | Edinburgh Kings (4°)            | 79-60                      | Troon Tornadoes              | Pleasance Sports Hall Edimburgo                    | [ 65 ] [ 77 ]                           | Troon Tornadoes 89-65 Falkirk Fury                         |
| 2008-09 | Edinburgh Kings (5°)            | 82-57                      | Paisley St. Mirren           | Pleasance Sports Hall Edimburgo                    | [ 65 ]                                  | Edinburgh Kings 74-52 Troon Tornadoes                      |
| 2008-09 | Edinburgh Kings (5°)            | 82-57                      | Paisley St. Mirren           | Pleasance Sports Hall Edimburgo                    | [ 65 ]                                  | Paisley St. Mirren 76-66 Falkirk Fury                      |
| 2009-10 | Falkirk Fury (1°)               | 82-66                      | Edinburgh Kings              | Pleasance Sports Hall Edimburgo                    | [ 78 ]                                  | Falkirk Fury 93-80 Troon Tornadoes                         |
| 2009-10 | Falkirk Fury (1°)               | 82-66                      | Edinburgh Kings              | Pleasance Sports Hall Edimburgo                    | [ 78 ]                                  | Edinburgh Kings 105-44 Portlethen Panthers                 |
| 2010-11 | Edinburgh Kings (6°)            | 76-49                      | Paisley St. Mirren           | Pleasance Sports Hall Edimburgo                    | [ 65 ] [ 79 ]                           | Edinburgh Kings 72-45 Glasgow University                   |
| 2010-11 | Edinburgh Kings (6°)            | 76-49                      | Paisley St. Mirren           | Pleasance Sports Hall Edimburgo                    | [ 65 ] [ 79 ]                           | Paisley St. Mirren 80-73 Stirling Knights                  |
| 2011-12 | Paisley St. Mirren (3°)         | 88-68                      | Falkirk Fury                 | Pleasance Sports Hall Edimburgo                    | [ 80 ]                                  | Paisley St. Mirren 80-70 Boroughmuir Blaze                 |
| 2011-12 | Paisley St. Mirren (3°)         | 88-68                      | Falkirk Fury                 | Pleasance Sports Hall Edimburgo                    | [ 80 ]                                  | Falkirk Fury 96-69 Edinburgh Kings                         |
| 2012-13 | Edinburgh Kings (7°)            | 81-62                      | Glasgow University           | Lagoon Centre Paisley                              | [ 81 ]                                  | Edinburgh Kings 90-60 Falkirk Fury                         |
| 2012-13 | Edinburgh Kings (7°)            | 81-62                      | Glasgow University           | Lagoon Centre Paisley                              | [ 81 ]                                  | Glasgow University 79-63 Boroughmuir Blaze                 |
| 2013-14 | Falkirk Fury (2°)               | 70-59                      | Paisley St. Mirren           | Lagoon Centre Paisley                              | [ 82 ]                                  | Falkirk Fury 65-48 Glasgow Rocks                           |
| 2013-14 | Falkirk Fury (2°)               | 70-59                      | Paisley St. Mirren           | Lagoon Centre Paisley                              | [ 82 ]                                  | Paisley St. Mirren 77-66 Edinburgh Kings                   |
| 2014-15 | Falkirk Fury (3°)               | 99-96 (dts)                | Paisley St. Mirren           | Lagoon Centre Paisley                              | [ 83 ]                                  | Falkirk Fury 81-74 Edinburgh Kings                         |
| 2014-15 | Falkirk Fury (3°)               | 99-96 (dts)                | Paisley St. Mirren           | Lagoon Centre Paisley                              | [ 83 ]                                  | Paisley St. Mirren 100-88 Edinburgh University             |
| 2015-16 | Paisley St. Mirren (4°)         | 90-75                      | Edinburgh University         | Lagoon Centre Paisley                              | [ 84 ]                                  | Paisley St. Mirren 86-74 Glasgow Storm                     |
| 2015-16 | Paisley St. Mirren (4°)         | 90-75                      | Edinburgh University         | Lagoon Centre Paisley                              | [ 84 ]                                  | Edinburgh University 59-46 Glasgow University              |
| 2016-17 | Falkirk Fury (4°)               | 59-54                      | Boroughmuir Blaze            | Oriam Edimburgo                                    | [ 85 ]                                  | Boroughmuir Blaze 79-70 Edinburgh Kings                    |
| 2016-17 | Falkirk Fury (4°)               | 59-54                      | Boroughmuir Blaze            | Oriam Edimburgo                                    | [ 85 ]                                  | Falkirk Fury 76-63 Edinburgh University                    |
| 2017-18 | Edinburgh Kings (8°)            | 67-54                      | Boroughmuir Blaze            | Oriam Edimburgo                                    | [ 86 ]                                  | Boroughmuir Blaze 92-64 Edinburgh Pleasance                |
| 2017-18 | Edinburgh Kings (8°)            | 67-54                      | Boroughmuir Blaze            | Oriam Edimburgo                                    | [ 86 ]                                  | Edinburgh Kings 64-63 Falkirk Fury                         |
| 2018-19 | Falkirk Fury (5°)               | 100-78                     | Paisley St. Mirren           | Oriam Edimburgo                                    | [ 87 ]                                  | Paisley St. Mirren 134-81 Troon Tornadoes                  |
| 2018-19 | Falkirk Fury (5°)               | 100-78                     | Paisley St. Mirren           | Oriam Edimburgo                                    | [ 87 ]                                  | Falkirk Fury 87-72 Dunferml. Reign                         |
| 2019-20 | Boroughmuir Blaze (11°)         | 78-72                      | Paisley St. Mirren           | Lagoon Centre Paisley                              | [ 88 ]                                  | Boroughmuir Blaze 82-70 Dunferml. Reign                    |
| 2019-20 | Boroughmuir Blaze (11°)         | 78-72                      | Paisley St. Mirren           | Lagoon Centre Paisley                              | [ 88 ]                                  | Paisley St. Mirren 101–86 Edinburgh Kings                  |
| 2022-23 | non disputata                   |                            |                              |                                                    |                                         |                                                            |
| 2022-23 | non disputata                   |                            |                              |                                                    |                                         |                                                            |
| 2021-22 | Falkirk Fury (6°)               | 68-63                      | Dunferml. Reign              | Regional Performance Centre Dundee                 |                                         | Falkirk Fury 71–70 Paisley St. Mirren                      |
| 2021-22 | Falkirk Fury (6°)               | 68-63                      | Dunferml. Reign              | Regional Performance Centre Dundee                 | Dunferml. Reign 73–68 Renfrew Rocks     |                                                            |
| 2022-23 | Boroughmuir Blaze (12°)         | 111-61                     | West Lothian Wolves          | Regional Performance Centre Dundee                 | [ 89 ]                                  | Boroughmuir Blaze 81–79 Paisley St. Mirren                 |
| 2022-23 | Boroughmuir Blaze (12°)         | 111-61                     | West Lothian Wolves          | Regional Performance Centre Dundee                 | [ 89 ]                                  | West Lothian Wolves 91-84 Glasgow University               |
| 2023-24 | Falkirk Fury (7°)               | 79-67                      | Dunferml. Reign              | Regional Performance Centre Dundee                 |                                         | Falkirk Fury 94-50 Edinburgh Lions                         |
| 2023-24 | Falkirk Fury (7°)               | 79-67                      | Dunferml. Reign              | Regional Performance Centre Dundee                 | Dunferml. Reign 93-81 Boroughmuir Blaze |                                                            |
| 2024-25 | Dunferml. Reign (1°)            | 67-54                      | Boroughmuir Blaze            | Regional Performance Centre Dundee                 |                                         |                                                            |
| 2024-25 | Dunferml. Reign (1°)            | 67-54                      | Boroughmuir Blaze            | Regional Performance Centre Dundee                 |                                         |                                                            |
| 2025-26 | vincitore (?°)                  | ??-??                      | finalista                    |                                                    |                                         |                                                            |
| 2025-26 | vincitore (?°)                  | ??-??                      | finalista                    |                                                    |                                         |                                                            |

## Vittorie per squadra
| Franchigia                 | V  | Anni |
| -------------------------- | -- | --- |
| Midlothian Bulls           | 16 | 1978-79, 1979-80, 1980-81, 1981-82, 1982-83, 1985-86 (come Murray Edinburgh), 1986-87, 1988-89, 1989-90, 1990-91 (come M. Livingston), 1991-92, 1992-93, 1993-94, 1994-95, 1995-96 (come Livingston Bulls), 1997-98 |
| Boroughmuir Blaze          | 12 | 1965-66, 1967-68, 1968-69, 1969-70, 1970-71, 1971-72, 1972-73, 1973-74, 1974-75, 1975-76 (come Boroughmuir), 2019-20, 2022-23                                                                                       |
| Edinburgh Kings            | 8  | 2000-01, 2003-04, 2006-07, 2007-08, 2008-09, 2010-11, 2012-13, 2017-18 |
| Falkirk Fury               | 7  | 2009-10, 2013-14, 2014-15, 2016-17, 2018-19, 2021-22, 2023-24 |
| Paisley St. Mirren         | 4  | 1998-99, 2001-02, 2011-12, 2015-16 |
| Edinburgh University       | 4  | 1948-49, 1949-50, 1959-60, 1964-65 |
| USN Kirknewton Comets      | 4  | 1952-53, 1953-54, 1961-62, 1962-63 |
| Glasgow Elite              | 4  | 1955-56, 1956-57, 1958-59, 1960-61 |
| Troon Tornadoes            | 3  | 2002-03, 2004-05, 2005-06 |
| Glasgow City SD            | 2  | 1996-97, 1999-00 |
| Falkirk                    | 2  | 1983-84, 1984-85 |
| PSG Gators                 | 2  | 1976-77, 1977-78 (come Paisley) |
| Glasgow Maryhill Boys Club | 2  | 1950-51, 1951-52 |
| Edinburgh Pleasance        | 2  | 1946-47, 1947-48 |
| Dunferml. Reign            | 1  | 2024-25 |
| Cumnock Curries            | 1  | 1987-88 |
| USN Edzell Enforcers       | 1  | 1966-67 |
| Pearce Institute Glasgow   | 1  | 1963-64 |
| Edinburgh Hornets          | 1  | 1957-58 |
| Glasgow Kings Park AAC     | 1  | 1954-55 |

## Partecipanti dal 1947
- Aberdeen University
- Aberdeen Post Office Eagles (SNBL)
- Aberdeen Barrett Flyers (SNBL)
- Aberdeen Tigers (SNBL)
- City of Aberdeen Leopards (SNBL)
- Aberdeen Buccaneers (SM'sNL)
- Cumnock Curries (SNBL)
- N.C.R. Dundee (National Cash Register Dundee) (SNL)
- Bison Dundee (SNL)
- Ward Road Dundee (SNL)
- St Andrews University (SNL)
- Dundee Morgan Academy F.P.
- St Michael's Dundee
  -  St Michael's Menzieshill Dundee
  -  Menzieshill Dundee (SNBL)
- Dundee University
- Dundee (SNBL)
- Arbroath Musketeers (SM'sNL)
  -  Tayside Musketeers
- Edinburgh Pleasance (ESBL)
- Edinburgh Cherokees (ESBL)
- Edinburgh Rovers (ESBL)
- Edinburgh University (ESBL e SM'sNL)
- Heriot's FP Edinburgh (ESBL, SNL e SNBL)
- Heriot's-James Watt College Edinburgh (SNBL)
- James Watt College (SNBL)
- Royal High School FP Edinburgh (ESBL)
- Edinburgh White Sox (ESBL)
- Edinburgh Post Office Nomads (ESBL)
- Edinburgh Redford Athletic Club (ESBL)
- Edinburgh Portobello BC (ESBL)
  -  Edinburgh P.O.P.Y.C. (ESBL)
  -  City of Edinburgh (SNBL)
  -  Edinburgh Kings (SNBL e SM'sNL)
- Polonia Edinburgh (ESBL)
  -  Leith Polonia Edinburgh (SNBL)
  -  Heriot's-Polonia Edinburgh (HerPol) (SNBL)
- Edinburgh Hornets (ESBL, SNL e SNBL)
- Pentlands BC (ESBL)
  -  Redford BC (SNBL)
- Redford Wildcats (ESBL e SNL)
  -  Pentland Redford (SNBL)
  -  Sporting Club Pentland (SNBL)
  -  Murray Edinburgh (SNBL)
  -  M. Livingston (SNBL)
  -  Livingston Bulls (SNBL)
  -  Midlothian Bulls (SNBL e SM'sNL)
- Pentland (SNBL)
  -  Pentland Star (SNBL)
- Edinburgh Atomos
- Boroughmuir (ESBL e SNBL)
  -  Boroughmuir Blaze (SM'sNL)
- Scots Guard Redford
- Edinburgh Clermiston Y.M.C.A.
- Edinburgh Deaf
- TSB Cavalry Park Edinburgh (SNBL)
- Dalkeith Saints (ESBL e SNBL)
- Dalkeith Merlins
- DBK Dalkeith (SNBL)
- Multi Metals Edinburgh (SNBL)
- Sonex Edinburgh (SNBL)
  -  Forth Steel Edinburgh/Falkirk (SNBL)
  -  Forth Steel Falkirk (SNBL)
- Ed. Buccaneers (SM'sNL)
- Falkirk Panthers (SNBL)
- Rosco Monarchs (SNBL)
  -  Rosco Falkirk (SNBL)
  -  Falkirk (SNBL)
- Falkirk Fury (SM'sNL)
- Glasgow Jordanhill College (WSBL e SNBL)
- Glasgow Maryhill Boys Club (WSBL e SNL)
- Glasgow University (WSBL, SNL e SM'sNL)
- Glasgow Royal Technical College BC (WSBL)
- Glasgow Outram Press (WSBL e SNL)
- Glasgow King's Park A.A.C. (WSBL e SNL)
  -  Glasgow King's Park Royals (SNBL)
- Pearce Institute Glasgow (WSBL e SNL)
- Glasgow Elite (WSBL e SNL)
- Glasgow Unicorns (WSBL e SNL)
- Glasgow Sparta (WSBL e SNL)
- 5/6th H.L.I. Glasgow - Highland Light Infantry (WSBL e SNL)
- Phoenix Glasgow (WSBL)
- R.N.A.S. Glasgow Abbotsinch (WSBL)
- Glasgow Strathclyde University (WSBL)
- Glasgow Anniesland College (WSBL)
- Glasgow Youth Service
- Glasgow Bannerman Elite (SNBL)
  -  Glasgow Bannerman Vikings (SNBL)
- Port Glasgow
- Renfrew (SNBL)
- Renfrew Smugglers (SNBL)
- Bearsden Bruins (SNBL)
  -  Glasgow Bruins (SNBL)
- Glasgow Rangers (SNBL)
- St Mungo's FP
  -  GEAR Glasgow (SNBL)
  -  East End Brightsiders (SNBL)
  -  Glasgow Brightsiders (SNBL)
  -  Glasgow City SD (SNBL e SM'sNL)
- Glasgow Gators (SNBL)
- Glasgow Storm (SM'sNL)
- Glasgow Rocks (SM'sNL)
- Kilmarnock Glendyne Falcons (SNBL)
  -  Team Glasgow Basketball (SNBL)
- Penicuik BC (SNBL)
- Grampian Flyers (SM'sNL)
- Pitbauchlie Pirates (ESBL)
  -  Dunfermline Pirates (ESBL)
- Dunferml. Reign (SNBL e SM'sNL)
- E.L. Peregrines (SM'sNL)
  -  E.L. Buccaneers (SM'sNL)
- Penilee BC (WSBL e SNBL)
  -  Paisley (SNBL)
  -  Scottish Pride (SNBL)
  -  PSG Gators
- Doigs Paisley (SNBL)
- Renfrew Jets (WSBL)
- Paisley St. Mirren (SM'sNL)
- Portlethen Panthers
- Stirling High School
- Stirling BC (SNBL)
- Stirling Knights (SM'sNL)
- J.T.R. Troon (Junior Tradesmans Regiment) (WSBL)
- Troon Tornadoes (SM'sNL)
- USN Kirknewton Comets (SNL)
- USN Kirknewton Knights (ESBL e SNL)
- USAF Prestwick Tartans (WSBL e SNL)
- USS Hawks (ESBL)
- USS Proteus (WSBL)
- USN Warriors (WSBL)
- USS Hunley (WSBL)
- USN Dunoon Lakers (SNBL)
- USN Edzell Enforcers (SNBL)
- USN Canopus (SNBL)
- USN Sonics (SNBL)
- Site One Seahawks (SNBL)
- H.M.S. Caledonia Rosyth (ESBL)
- Hamilton Burnbank BC (WSBL)
- Govan Y.C. (WSBL)
- Clydebank Singers (WSBL)
- Clydebank Hustlers
- Team Harlequin Clydebank (SNBL)
- Grove BC (ESBL)
- Greenock BC (WSBL)
- Ardrossan Vikings (WSBL)
- Helensburgh BC (WSBL)
- Bonnyrigg BC
- Inverness BC
- Greenock Navacts
- Greenock Morton BC (SNBL)
- Inverclyde BC (SNBL)
  -  Inverclyde Linwood BC (SNBL)
- Perth Boys Club (SNBL)
- Nairn BC
- Fife Thanes BC
- Kirkcaldy BC (SNBL)
- Forfar BC
- East Kilbride BC (SNBL)
- Bathgate Aztecs (SNBL)
  -  Norbury Aztecs (SNBL)
- Bute BC (SNBL)
- Borrowstounness Jets (Bo'ness Jets)(SNBL)
- Glenrothes BC (SNBL)
- Magnum Irvine (SNBL)
- Strathkelvin BC (SNBL)
- Church House BC (WSBL)
- Latter Day Saints
- Midlands
- Hew McCowan BC (WSBL)
- Meteors (WSBL)
- Walkerwoods BC (WSBL)
- Ka-el BC (ESBL)
- Earls BC (ESBL)
- Donaldson's BC (ESBL)
- Bellevue
- David Kilpatrick's BC
- Pagans (ESBL)
- James Clark's BC (ESBL)
- Hermitage (WSBL)
- St. Anthony's BC (ESBL)
- Westside BC (WSBL)
- R.M.S. Maidstone (WSBL)
- Stephens B.C. (WSBL)
- L'Equipe BC
- Camphill Keds
- Camelon
- Ants
- Allied Hotels (SNBL)
- Coasters (SNBL)
- G.T. Dynamos (SNBL)
- Multi Print Pagans (SNBL)
- Ants CP (SNBL)
- Team Central (SNBL)
- Norton House Hotel (SNBL)

ESBL = East of Scotland Basketball League (1950-1969)
WSBL = West of Scotland Basketball League (1950-1969)
SNL = Scottish National League (1955-1969)
SNBL = Scottish National Basketball League (1969-1987)
SL= Scottish League (1987-2000)
SM'sNL = Scottish Men's National League (2000-oggi)